# Rio dos Índios (Iguaçu)
Der Rio dos Índios ist ein etwa 22 km langer rechter Nebenfluss des Rio Iguaçu im Südwesten des brasilianischen Bundesstaats Paraná.

## Geografie

### Lage
Das Einzugsgebiet des Rio dos Índios befindet sich auf dem Terceiro Planalto Paranaense (Dritte oder Guarapuava-Hochebene von Paraná).

### Verlauf
Sein Quellgebiet liegt im Munizip São Miguel do Iguaçu auf 263 m Meereshöhe etwa 10 km südlich des Hauptorts zwischen den Siedlungen São Jorge und São Vicente in der Nähe des Flugplatzes.
Der Fluss verläuft in südlicher Richtung. Die letzten acht Kilometer seines Laufs liegen im Nationalpark Iguaçu. Er mündet auf 198 m Höhe von rechts in den Rio Iguaçu. Er ist etwa 22 km lang.

### Munizipien im Einzugsgebiet
Der Rio dos Índios verläuft vollständig innerhalb des Munizips São Miguel do Iguaçu.